# Bevak
Een bevak is een type van collectieve investeringsvennootschap in België. Bevak staat voor Beleggingsvennootschap met vast kapitaal.
Een verwant type is de bevek (beleggingsvennootschap met veranderlijk kapitaal). In tegenstelling tot een bevek kan een bevak haar kapitaal enkel via een formele kapitaalverhoging optrekken. Toch kunnen deelbewijzen van de bevak verhandeld worden op de beurs en een hogere of lagere koers aannemen dan de werkelijke waarde. Zo staan vastgoedbevaks vaak 5% tot 10% duurder dan hun werkelijke waarde. Dat men bereid is die prijs te betalen, heeft onder andere te maken met het dividend (zie verder).
Bevaks worden op de beurs (Euronext Brussel) genoteerd.
Een bijzonder type bevak is de vastgoedbevak of gereglementeerde vastgoedvennootschap (gvv), die enkel mag investeren in vastgoed (bedrijfsruimten, kantoorruimten, woningen...). Zo een bevak moet minimaal 80 % van de huurinkomsten (na aftrek van kosten) uitkeren als dividend. De belangrijkste vastgoedbevak zijn (anno 2023) Cofinimmo, VGP, Warehouses De Pauw en Aedifica, deel van de BEL20-index.
In het Frans wordt een bevak een sicafi genoemd: société d'investissement à capital fixe. Vaak gaat het dan om Luxemburgse bevaks.